# Moc bezmocných
Moc bezmocných je rozsáhlý politický esej Václava Havla, napsaný v říjnu 1978 na Hrádečku. Je věnován rozboru tehdejšího politického režimu, disidentství a myšlenky i možného působení Charty 77. Byl přeložen do mnoha jazyků.

## Obsah
Esej, věnovaný „památce Jana Patočky“, na začátku popisuje nový jev „disidentství“ a charakterizuje jej jako politické působení skupin, které se v „post-totalitních režimech“ snaží politicky působit, aniž by se chtěly přímo podílet na státní moci. Odtud také název „Moc bezmocných“.
Další odstavec charakterizuje tehdejší východoevropské režimy, které autor označuje jako „post-totalitní“ a odlišuje je od známých diktatur. Zatímco klasické diktatury jsou obvykle omezeny na menší území, nejsou historicky zakotvené, nemají propracovanou ideologii a panuje v nich jakési revoluční nadšení, v post-totalitním systému je tomu jinak. Následuje epizoda se zelinářem, který dá do výlohy heslo „Proletáři všech zemí, spojte se!“ Heslo pro něj nemá žádný význam a je pouze gestem přizpůsobení a vyjádřením loajality vůči režimu. K tomuto příkladu se autor opakovaně vrací a ukazuje na něm rozpor mezi „intencemi života“ a „intencemi systému“, zejména působením jeho ideologie jako prostředku, jímž se společnost v totalitě udržuje sama.
Proti této veřejné lži Havel staví – v navázání na A. Solženicyna – „život v pravdě“ jako nárok a možný politický program, který se však nechce ucházet o státní moc. Je totiž přesvědčen, že obnova svobodné společnosti nemůže znamenat jen návrat do dřívějších poměrů, nýbrž „musí vycházet od člověka, od lidské existence“, ze základní rekonstituce jeho „vztahu k sobě samému, k druhým lidem, k univerzu“.
V dalších odstavcích autor rozebírá povahu možné opozice a význam pojmu „disident“ v tehdejších poměrech, a to na příkladě Charty 77. Zmiňuje dále Masarykův pojem „drobné práce“ a ukazuje na jeho omezení v daných poměrech: i drobná poctivá práce zde musí narazit na bariéry režimu. Naproti tomu autor staví možnosti „nezávislého společenského života“ či „společenské sebeobrany“, jak to formuloval polský Výbor společenské sebeobrany (KSS-KOR). Nový politický program se podle autora vyznačuje tím, že se především brání, čímž se výrazně liší od tradičního pojetí politiky, jak vládní tak opoziční.
Obrana se v celém východním bloku vede na legálním základě, což je pro ni podstatné, a snaží se bránit především lidská a občanská práva. Autor pak cituje koncept „paralelních struktur“ dalšího chartisty a disidenta Václava Bendy a dál jej rozvíjí. Není to jen oblast politiky, která potřebuje proměnit, neboť celá technická civilizace se ocitá v krizi, jak ji popsal filosof Martin Heidegger. Poslední odstavce jsou pak věnovány otázkám mravní rekonstrukce společnosti, ekologického hnutí a pozitivního programu samosprávných disidentských skupin.

## Žánrové zařazení
Moc bezmocných o délce 24 tisíc slov je vesměs klasifikována mezi eseje, což v monografii Havel napadl Michael Žantovský, když na esej text sleduje až příliš cílů. Obsah byl zamýšlen jako politický manifest, čemuž odpovídá i začátek: „Východní Evropou obchází strašidlo…,“ jakožto ironická parafráze na Komunistický manifest.